# Wildflowers and Wild Horses
«Wildflowers and Wild Horses» (с англ. — «Сердце как грузовик») — песня американской кантри-певицы Лэйни Уилсон, вышедшая 13 ноября 2023 года в качестве третьего сингла из второго студийного альбома Bell Bottom Country (2022). Запись была сделана на лейбле Broken Bow Records, специализированном на музыке кантри. Песня была написана Уилсон, Трэнни Андерсон и Полом Сайксом, а продюсером выступил Джей Джойс. Уилсон впервые исполнила трек вживую на 57-й ежегодной церемонии вручения наград Ассоциации кантри-музыки.
Лирически песня передаёт послание о настойчивости и свободе через образы американского Запада и связана с воспитанием Уилсон в сельской Луизиане.
Сингл достиг первого места в кантри-чарте Канады и был пятым в Country Airplay в США.
Видеоклип получил награду Video of the Year на 58-й церемонии Country Music Association Awards.

## История
Уилсон анонсировала свой второй студийный альбом Bell Bottom Country 16 августа 2022 года, с песней «Wildflowers and Wild Horses» в качестве четырнадцатого трека. Альбом был выпущен 28 октября 2022 года.
Обсуждая сингл, Уилсон пояснила: «Этот сингл определённо показывает образы жизни американского Запада, он возвращает меня в детство. Она возвращает меня к моим корням. Я происхожу из старого рода твердолобых крутых людей и людей, которые прокладывали свои собственные тропы. Я из пяти поколений фермеров в северо-восточной Луизиане, и я всегда сравниваю фермерство с музыкальным бизнесом. Вы встаёте каждый день, делаете одно и то же дело, у вас бывают хорошие годы, бывают плохие, но вы продолжаете прокладывать тропу. Так что я думаю, что это просто немного углубляется в мою историю».
Песня звучит в рекламе бренда Wrangler с участием Уилсон.

## Живые исполнения
В ноябре 2024 года она исполнила песню (а также «Straight Up Sideways», «Heart Like a Truck», «4x4xU», «Save Me», «Wildflowers and Wild Horses») во время Thanksgiving Cowboys Halftime Show на Эй-ти-энд-ти Стэдиум в Арлингтон, Техас.

## Музыкальное видео
Режиссёром клипа на песню «Wildflowers and Wild Horses» выступил Патрик Трейси, а премьера состоялась 9 марта 2024 года.
Клип получил награду Video of the Year на 58-й церемонии Country Music Association Awards.

## Коммерческий успех
Песня дебютировала на кантри-радио 13 ноября 2023 года и появилась в чарте Billboard Country Airplay
«Wildflowers and Wild Horses» достиг первого места в кантри-чарте Канады, пятого места в радиоэфирном чарте Billboard Country Airplay и восьмого места в кантри-чарте Billboard Hot Country Songs.

## Чарты

### Еженедельные чарты
| Чарт (2023—24)                                    | Высшая позиция |
| ------------------------------------------------- | -------------- |
| Канада (Billboard Canadian Hot 100)               | 65             |
| Канада (Billboard Country)                        | 1              |
| Великобритания (UK Country Airplay, Radiomonitor) | 2              |
| США (Billboard Hot 100)                           | 48             |
| США (Billboard Country Airplay)                   | 5              |
| США (Billboard Hot Country Songs)                 | 8              |

## Сертификации
| Регион                                                                      | Сертификация | Продажи |
| --------------------------------------------------------------------------- | ------------ | ------- |
| Канада (Music Canada)                                                       | Золотой      | 40 000  |
| Данные о продажах + прослушиваниях приведены только на основе сертификации. |              |         |